# Joseph Thornton
Pour les articles homonymes, voir Thornton.
Temple de la renommée : 2025
Joseph Eric Thornton, dit Joe Thornton, (né le 2 juillet 1979 à London en Ontario au Canada) est un joueur canadien de hockey sur glace professionnel évoluant pour les Panthers de la Floride. Son cousin Scott Thornton était également son coéquipier en 2005-2006. Marié à une Suissesse, rencontrée lors de son premier passage à Davos, lors du lock-out de la LNH de 2004-2005, Thornton possède également les passeports suisse et américain.
Son surnom « Jumbo Joe » est un clin d'œil à sa grande taille et à l'éléphant Jumbo qui est mort à St. Thomas, en Ontario, où Thornton a grandi,.
Après les départs à la retraite de Zdeno Chara, Bartolo Colón, Vince Carter et Adam Vinatieri, respectivement de la LNH, de la MLB, de la NBA et de la NFL, Thornton est le dernier joueur actif des quatre grandes ligues sportives nord-américaines qui a joué dans sa ligue respective dans les années 1990,

## Biographie

### Carrière junior
En 1993-1994, Thornton fait ses débuts dans le junior, avec les Stars de Saint-Thomas de WOHL. Il joue 6 rencontres, et récolte 2 buts et 6 aides. La saison suivante, il les rejoint à temps plein, récoltant 40 buts et 64 aides en 50 parties. En séries éliminatoires, les Stars se rendent jusqu'en finales, où ils battent les Jets de Petrolia pour être titrés champions.
Lors du repêchage 1995 de la LHO, Thornton est sélectionné au 2e rang par les Greyhounds de Sault-Sainte-Marie, seulement derrière Daniel Tkaczuk, qui est sélectionné par les Colts de Barrie.
Lors de sa saison recrue dans le circuit David Branch, Thornton récolte 30 but et 46 aides en 66 parties. Les Greyhounds terminent à la 3e position de la Division Ouest avec une fiche de 38 victoires, 23 défaites et 5 nulles. Lors des séries éliminatoires, ils sont balayés au premier tour, en 4 parties, par le Sting de Sarnia. Il termine les séries avec 1 but et 1 aide. Au terme de la campagne, il reçoit multiples honneurs. Il est nommé recrue de l'année dans la LCH, ainsi que dans la LHO où il reçoit le prix Emms Family. De plus, Thornton est nommé dans l'équipe All-Rookie de la LCH, ainsi que dans la première équipe All-Rookie de la LHO.
À sa deuxième et dernière campagne, Thornton explose, récoltant 41 buts et 81 aides. Cette récolte le place au deuxième rang chez les pointeurs dans le circuit ontarien, seulement derrière Marc Savard. Sault-Sainte-Marie termine en tête de la division Ouest, avec une fiche de 39 victoires, 17 défaites et 10 nulles. Thornton est nommé sur la deuxième équipe d'étoiles de la LCH, en plus de remporter le prix du meilleur espoir du repêchage de la LNH dans la LCH. Il est aussi nommé sur la deuxième équipe d'étoiles de la LHO. En séries éliminatoires, les Greyhounds éliminent les Whalers de Détroit en 5 parties au cours du premier tour, mais sont éliminés en 6 parties lors du tour suivant par le Storm de Guelph. Il termine le bal printanier avec 11 buts et 8 aides en 11 parties.
Thornton termine sa carrière junior avec 71 buts et 121 aides en 125 parties, ainsi que 12 buts et 9 aides en 15 parties éliminatoires. Son numéro 19 est retiré par les Greyhounds le 4 novembre 2023.

### Bruins de Boston
Joe Thornton occupe la position de joueur de centre. Il a été repêché par les Bruins de Boston lors du repêchage d'entrée dans la LNH 1997, à la première position au total. Durant le lock-out lors de la saison 2004-2005 de la LNH, il a joué avec le club suisse de Davos, avec qui il a remporté le championnat de Suisse de hockey sur glace et la Coupe Spengler. Lors de l'été 2005, Thornton a paraphé un contrat de trois ans d'une valeur de 20 millions de dollars US avec les Bruins. Il a connu une de ses meilleures saisons en saison 2005-2006 de la LNH avec une récolte de 125 points (29 buts et 96 passes en 81 matchs avec un différentiel plus-moins de +31).

### Sharks de San José (2005-2020)
Il a toutefois été échangé aux Sharks de San José le 30 novembre 2005, soit moins de deux mois après l'ouverture de la saison. Les Bruins ont reçu en retour les attaquants Marco Sturm et Wayne Primeau ainsi que le défenseur Brad Stuart.
En septembre 2009, avant le début de la saison 2009-2010, les Sharks ont acquis Dany Heatley dans le cadre d'un échange de trois joueurs qui a permis d'envoyer l'ancien coéquipier de Thornton Jonathan Cheechoo, l'ailier gauche Milan Michalek et un choix de deuxième tour aux Sénateurs d'Ottawa. Thornton, Heatley et le capitaine des Sharks, Patrick Marleau, ont été réunis sur la première ligne des Sharks et ont connu un succès offensif immédiat. Le trio a aidé les Sharks à réaliser l'une des meilleures saisons de l'histoire de la concession. Bien que la production de la ligne ait ralenti au cours de la deuxième moitié de la saison, les trois joueurs des Sharks ont terminé parmi les 15 meilleurs marqueurs de la Ligue. Les 89 points de Thornton l'ont classés au 8e rang, tandis que Marleau et Heatley ont terminé aux 14e et 15e rangs des marqueurs de la Ligue avec 83 et 82 points, respectivement. Les Sharks ont entamé les séries éliminatoires 2010 avec le premier rang de la Conférence Ouest pour la deuxième année consécutive. Après avoir passé l'Avalanche du Colorado et les Red Wings de Détroit lors des deux premiers tours, les Sharks ont été éliminés par les Blackhawks de Chicago en finale de la Conférence de l'Ouest. Thornton a terminé les séries éliminatoires avec un record personnelle de 12 points en 15 matchs.
Après l'élimination, la direction de l'équipe a libéré tous les postes de capitaine des Sharks, y compris celui de Thornton, qui était l'un des assistants. Avant la saison 2010-2011, il a été choisi pour remplacer Rob Blake, qui prenait sa retraite, en tant que huitième capitaine de l'histoire de l'équipe le 7 octobre 2010. 9 jours plus tard, il a signé une prolongation de contrat de trois ans et de 21 millions de dollars américains avec les Sharks. Vers le début de la saison 2010-2011, Thornton a inscrit le quatrième tour du chapeau de sa carrière dans la LNH contre Martin Brodeur lors d'une victoire 5-2 sur les Devils du New Jersey. En novembre 2010, Thornton a été suspendu deux matchs pour un coup controversé à la tête contre l'attaquant David Perron des Blues de Saint-Louis. Perron a manqué les 72 matchs restants de la saison 2010-11 en raison du syndrome post-commotionnel. Il est revenu après avoir manqué 97 matchs sur 13 mois (394 jours) le 3 décembre 2011. Plus tard au cours de la campagne, Thornton surpassé Marleau en tant que meneur de tous les temps de l'histoire des Sharks en matière d'aides. Le 8 avril 2011, Thornton marque un but et il inscrit alors son 1000e point en carrière lors d'un match contre les Coyotes de Phoenix.
Thornton a terminé la saison 2015-2016 avec 19 buts et 63 assistances, alors que les Sharks ont retrouvé les séries éliminatoires après un passage à vide d'un an. Lors des séries éliminatoires, les Sharks ont battu les Kings au premier tour en cinq matchs, se vengeant d'une précédente défaite contre eux deux ans plus tôt. Au deuxième tour, ils ont battu les Predators de Nashville en sept matchs et se sont qualifiés pour la finale de conférence pour la première fois depuis 2011, où les Sharks ont battu les Blues de Saint-Louis en six matchs pour atteindre la finale de la Coupe Stanley pour la première fois dans l'histoire de la franchise. C'était également la première fois que Thornton jouait en finale de la Coupe Stanley dans sa carrière. Cependant, les Sharks s'inclinent en finale face aux Penguins de Pittsburgh en six matchs. Thornton a terminé cinquième meilleur marqueur des séries éliminatoires avec 21 et deuxième au chapitre des passes avec 18.
Le 6 mars 2017, lors d'un match contre les Jets de Winnipeg, il enregistre sa 1000e assistance en carrière dans la LNH, devenant ainsi le 13e joueur de l'histoire de la LNH à réaliser cette exploit.

### Maple Leafs de Toronto (2020-2021)
La saison 2020-2021 de la LNH ayant été retardée en raison de la pandémie de COVID-19, il est retourné au HC Davos de la Ligue nationale le 15 octobre 2020, pour un troisième passage. Ayant la nationalité suisse depuis 2019, il ne comptait pas dans la limite d'importation,.
Le 16 octobre 2020, Thornton signe un contrat d'un an et de 700 000 dollars avec les Maple Leafs de Toronto. Le 16 janvier 2021, Thornton marque son premier but en tant que Maple Leafs. Le 22 janvier 2021, Thornton subi une fracture des côtes après une mise en échec de la part de l'attaquant Josh Archibald des Oilers d'Edmonton. Thornton revient dans l'alignement le 27 février, enregistrant 20 points en 44 matchs.

### Panthers de la Floride (2021-2022)
Le 13 août 2021, Thornton est de retour pour entamer sa 24e saison dans la LNH en signant un contrat d'un an et de 750 000 $ avec les Panthers de la Floride. Le 6 janvier 2022, il joue son 1700e match dans la LNH dans un match contre les Stars de Dallas, devenant ainsi le 6e joueur de l'histoire à réaliser cet exploit,.

### Retraite
Le 28 octobre 2023, Joe Thornton annonce sa retraite. Le 23 novembre 2024, les Sharks de San José retirent le numéro 19 de Joe Thornton qu'il a porté de 2005 à 2020 avec l'équipe.

### Carrière en équipe nationale
Il représente le Canada au niveau international.

## Statistiques

### En club
| Saison     | Équipe                           | Ligue      |       | Saison régulière | Saison régulière | Saison régulière | Saison régulière | Saison régulière |    | Séries éliminatoires | Séries éliminatoires | Séries éliminatoires | Séries éliminatoires | Séries éliminatoires |
| Saison     | Équipe                           | Ligue      | PJ    | B                | A                | Pts              | Pun              | PJ               | B  | A                    | Pts                  | Pun                  |                      |                      |
| 1995-1996  | Greyhounds de Sault-Sainte-Marie | LHO        | 66    | 30               | 46               | 76               | 51               | 4                | 1  | 1                    | 2                    | 11                   |                      |                      |
| 1996-1997  | Greyhounds de Sault-Sainte-Marie | LHO        | 59    | 41               | 81               | 122              | 123              | 11               | 11 | 8                    | 19                   | 24                   |                      |                      |
| 1997-1998  | Bruins de Boston                 | LNH        | 55    | 3                | 4                | 7                | 19               | 6                | 0  | 0                    | 0                    | 9                    |                      |                      |
| 1998-1999  | Bruins de Boston                 | LNH        | 81    | 16               | 25               | 41               | 69               | 11               | 3  | 6                    | 9                    | 4                    |                      |                      |
| 1999-2000  | Bruins de Boston                 | LNH        | 81    | 23               | 37               | 60               | 82               | -                | -  | -                    | -                    | -                    |                      |                      |
| 2000-2001  | Bruins de Boston                 | LNH        | 72    | 37               | 34               | 71               | 107              | -                | -  | -                    | -                    | -                    |                      |                      |
| 2001-2002  | Bruins de Boston                 | LNH        | 66    | 22               | 46               | 68               | 127              | 6                | 2  | 4                    | 6                    | 10                   |                      |                      |
| 2002-2003  | Bruins de Boston                 | LNH        | 77    | 36               | 65               | 101              | 109              | 5                | 1  | 2                    | 3                    | 4                    |                      |                      |
| 2003-2004  | Bruins de Boston                 | LNH        | 77    | 23               | 50               | 73               | 98               | 7                | 0  | 0                    | 0                    | 14                   |                      |                      |
| 2004-2005  | HC Davos                         | LNA        | 40    | 10               | 44               | 54               | 80               | 14               | 4  | 21                   | 25                   | 29                   |                      |                      |
| 2005-2006  | Bruins de Boston                 | LNH        | 23    | 9                | 24               | 33               | 6                | -                | -  | -                    | -                    | -                    |                      |                      |
| 2005-2006  | Sharks de San José               | LNH        | 58    | 20               | 72               | 92               | 12               | 11               | 2  | 7                    | 9                    | 12                   |                      |                      |
| 2006-2007  | Sharks de San José               | LNH        | 82    | 22               | 92               | 114              | 44               | 11               | 1  | 10                   | 11                   | 10                   |                      |                      |
| 2007-2008  | Sharks de San José               | LNH        | 82    | 29               | 67               | 96               | 59               | 13               | 2  | 8                    | 10                   | 2                    |                      |                      |
| 2008-2009  | Sharks de San José               | LNH        | 82    | 25               | 61               | 86               | 56               | 6                | 1  | 4                    | 5                    | 5                    |                      |                      |
| 2009-2010  | Sharks de San José               | LNH        | 79    | 20               | 69               | 89               | 54               | 15               | 3  | 9                    | 12                   | 18                   |                      |                      |
| 2010-2011  | Sharks de San José               | LNH        | 80    | 21               | 49               | 70               | 47               | 18               | 3  | 14                   | 17                   | 16                   |                      |                      |
| 2011-2012  | Sharks de San José               | LNH        | 82    | 18               | 59               | 77               | 31               | 5                | 2  | 3                    | 5                    | 2                    |                      |                      |
| 2012-2013  | HC Davos                         | LNA        | 33    | 12               | 24               | 36               | 43               | -                | -  | -                    | -                    | -                    |                      |                      |
| 2012-2013  | Sharks de San José               | LNH        | 48    | 7                | 33               | 40               | 26               | 11               | 2  | 8                    | 10                   | 2                    |                      |                      |
| 2013-2014  | Sharks de San José               | LNH        | 82    | 11               | 65               | 76               | 32               | 7                | 2  | 1                    | 3                    | 8                    |                      |                      |
| 2014-2015  | Sharks de San José               | LNH        | 78    | 16               | 49               | 65               | 30               | -                | -  | -                    | -                    | -                    |                      |                      |
| 2015-2016  | Sharks de San José               | LNH        | 82    | 19               | 63               | 82               | 54               | 24               | 3  | 18                   | 21                   | 10                   |                      |                      |
| 2016-2017  | Sharks de San José               | LNH        | 79    | 7                | 43               | 50               | 51               | 4                | 0  | 2                    | 2                    | 0                    |                      |                      |
| 2017-2018  | Sharks de San José               | LNH        | 47    | 13               | 23               | 36               | 38               | -                | -  | -                    | -                    | -                    |                      |                      |
| 2018-2019  | Sharks de San José               | LNH        | 73    | 16               | 35               | 51               | 20               | 19               | 4  | 6                    | 10                   | 6                    |                      |                      |
| 2019-2020  | Sharks de San José               | LNH        | 70    | 7                | 24               | 31               | 34               | -                | -  | -                    | -                    | -                    |                      |                      |
| 2020-2021  | HC Davos                         | NL         | 12    | 5                | 6                | 11               | 4                | -                | -  | -                    | -                    | -                    |                      |                      |
| 2020-2021  | Maple Leafs de Toronto           | LNH        | 44    | 5                | 15               | 20               | 14               | 7                | 1  | 0                    | 1                    | 2                    |                      |                      |
| 2021-2022  | Panthers de la Floride           | LNH        | 34    | 5                | 5                | 10               | 10               | 1                | 0  | 0                    | 0                    | 0                    |                      |                      |
| Totaux LNH | Totaux LNH                       | Totaux LNH | 1 714 | 430              | 1 109            | 1 539            | 1 272            | 187              | 32 | 102                  | 134                  | 134                  |                      |                      |

### En équipe nationale
| Année | Équipe     | Compétition                 |   | PJ | B  | A  | Pts | Pun                            |  | Résultat |
| 1997  | Canada -20 | Championnat du monde junior | 7 | 2  | 2  | 4  | 0   | Médaille d'or, monde           |  |          |
| 2001  | Canada     | Championnat du monde        | 6 | 1  | 1  | 2  | 6   | 5e place                       |  |          |
| 2004  | Canada     | Coupe du monde              | 6 | 1  | 5  | 6  | 0   | Vainqueur                      |  |          |
| 2005  | Canada     | Championnat du monde        | 9 | 6  | 10 | 16 | 4   | Médaille d'argent, monde       |  |          |
| 2006  | Canada     | Jeux olympiques             | 6 | 1  | 2  | 3  | 0   | 7e place                       |  |          |
| 2010  | Canada     | Jeux olympiques             | 7 | 1  | 1  | 2  | 0   | Médaille d'or, Jeux olympiques |  |          |
| 2016  | Canada     | Coupe du monde              | 6 | 1  | 1  | 2  | 2   | Vainqueur                      |  |          |

## Trophées et honneurs

### Accomplissements dans la LNH
- 2001-2002 : participe au 52e Match des étoiles de la LNH (1)
- 2002-2003 : 
  - nommé au sein de la seconde équipe d'étoiles de la LNH
  - participe au 53e Match des étoiles de la LNH (2)
- 2003-2004 : participe au 54e Match des étoiles de la LNH (3)
- 2005-2006 : 
  - gagnant du trophée Art-Ross et du trophée Hart
  - nommé au sein de la première équipe d'étoiles de la LNH
- 2006-2007 : participe au 55e Match des étoiles de la LNH (4)
- 2007-2008 : 
  - participe au 56e Match des étoiles de la LNH (5)
  - nommé au sein de la seconde équipe d'étoiles de la LNH
- 2008-2009 : participe au 57e Match des étoiles de la LNH (6) en tant que capitaine de l'Ouest
- 2015-2016 : nommé au sein de la seconde équipe d'étoiles de la LNH

### Récompenses sur la scène internationale
- 2004 : vainqueur de la Coupe du monde
- 2005 : finaliste du championnat du monde
- 2010 : vainqueur du tournoi olympique

### Titres en Suisse
- 2004 : vainqueur de la Coupe Spengler et du championnat